# Mangan(II) carbonat
Mangan(II) cacbonat là một hợp chất vô cơ có công thức hóa học MnCO3. Mangan(II) cacbonat xuất hiện trong tự nhiên dưới dạng khoáng vật rhodochrosit nhưng nó thường được sản xuất theo phương pháp công nghiệp. Nó là một chất rắn màu hồng nhạt, không tan trong nước. Khoảng 20.000 tấn hợp chất được sản xuất vào năm 2005.

## Cấu trúc và sản xuất
MnCO3 có cấu trúc như canxit, với các ion mangan(II) trong cấu trúc tinh thể bát diện.
Việc xử lý các dung dịch nước mangan(II) nitrat với amonia và carbon dioxide dẫn đến sự kết tủa của chất rắn màu hồng nhạt này. Sản phẩm phụ là amoni nitrat được sử dụng làm phân bón.

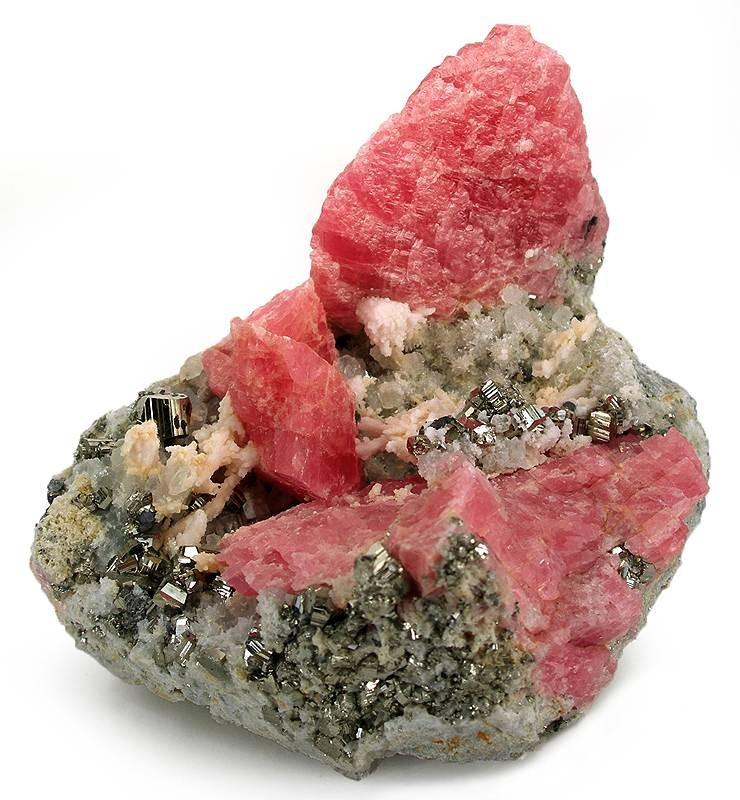
Rhodochrosit hồng, dạng khoáng sản của MnCO_{3}, có giá trị thực tiễn cũng như tìm kiếm của các nhà sưu tập.

## Phản ứng và sử dụng
Mangan(II) cacbonat không hòa tan trong nước giống, nhưng như hầu hết các muối cacbonat khác, dễ bị thủy giải bằng axit tạo muối tan trong nước.
Mangan(II) cacbonat phân hủy và giải phóng carbon dioxide khi được nung tại 200 ℃ và tạo MnO1,8:
MnCO3 + 0,44O2 → MnO1,8 + CO2↑
Phương pháp này đôi khi được sử dụng trong sản xuất mangan(IV) oxit, được sử dụng trong pin khô và cho ferit.
Mangan(II) cacbonat được sử dụng rộng rãi như một chất phụ gia cho phân bón thực vật để chữa bệnh thiếu mangan. Nó cũng được sử dụng trong thực phẩm y tế, trong gốm sứ như một chất màu men và thông lượng và trong các vết bẩn bê tông.
Nó được sử dụng trong y học như hematinic.

## Hợp chất khác
MnCO3 còn tạo một số hợp chất với hydroxylamin, như MnCO3·3NH2OH là bột màu xám nhạt.

## Độc hại
Ngộ độc mangan có thể xảy ra do tiếp xúc lâu dài với bụi hoặc khói chứa mangan.